# Cedrela odorata
Cedrela odorata là một loài thực vật có hoa trong họ Meliaceae. Loài này được L. mô tả khoa học đầu tiên năm 1759.

## Hình ảnh

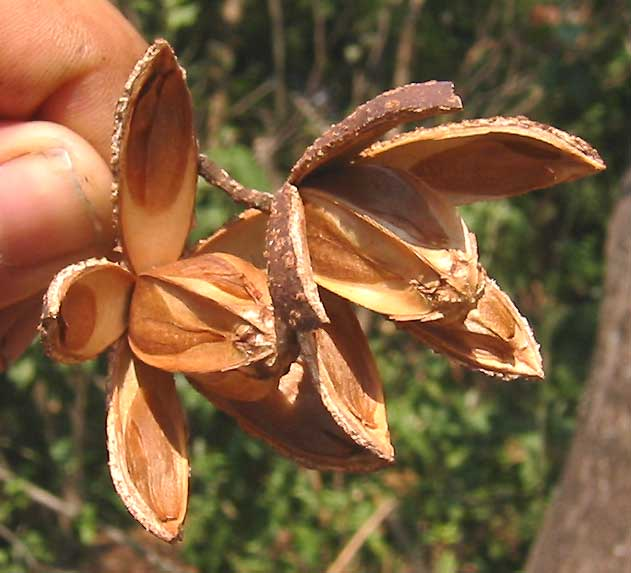
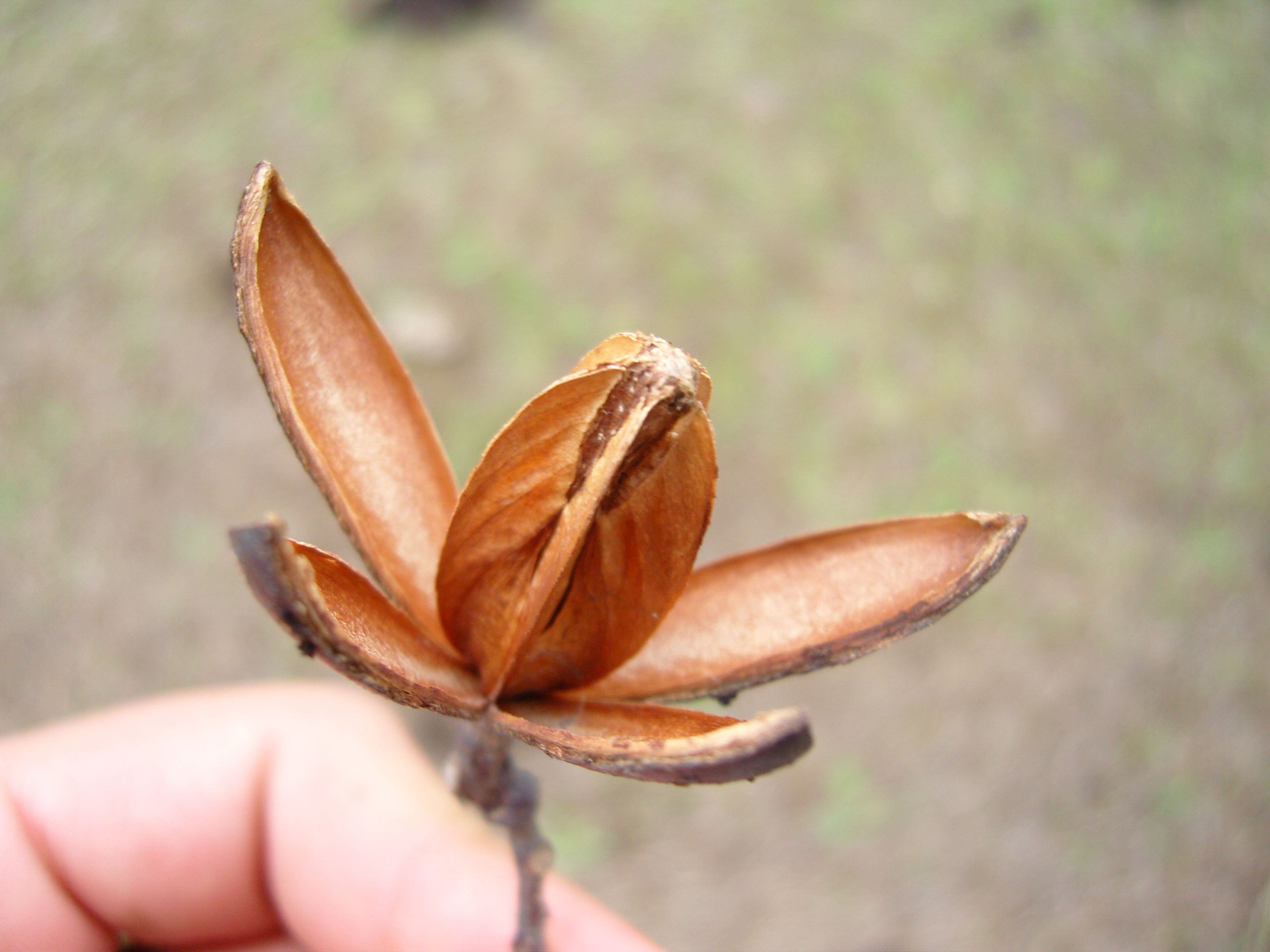
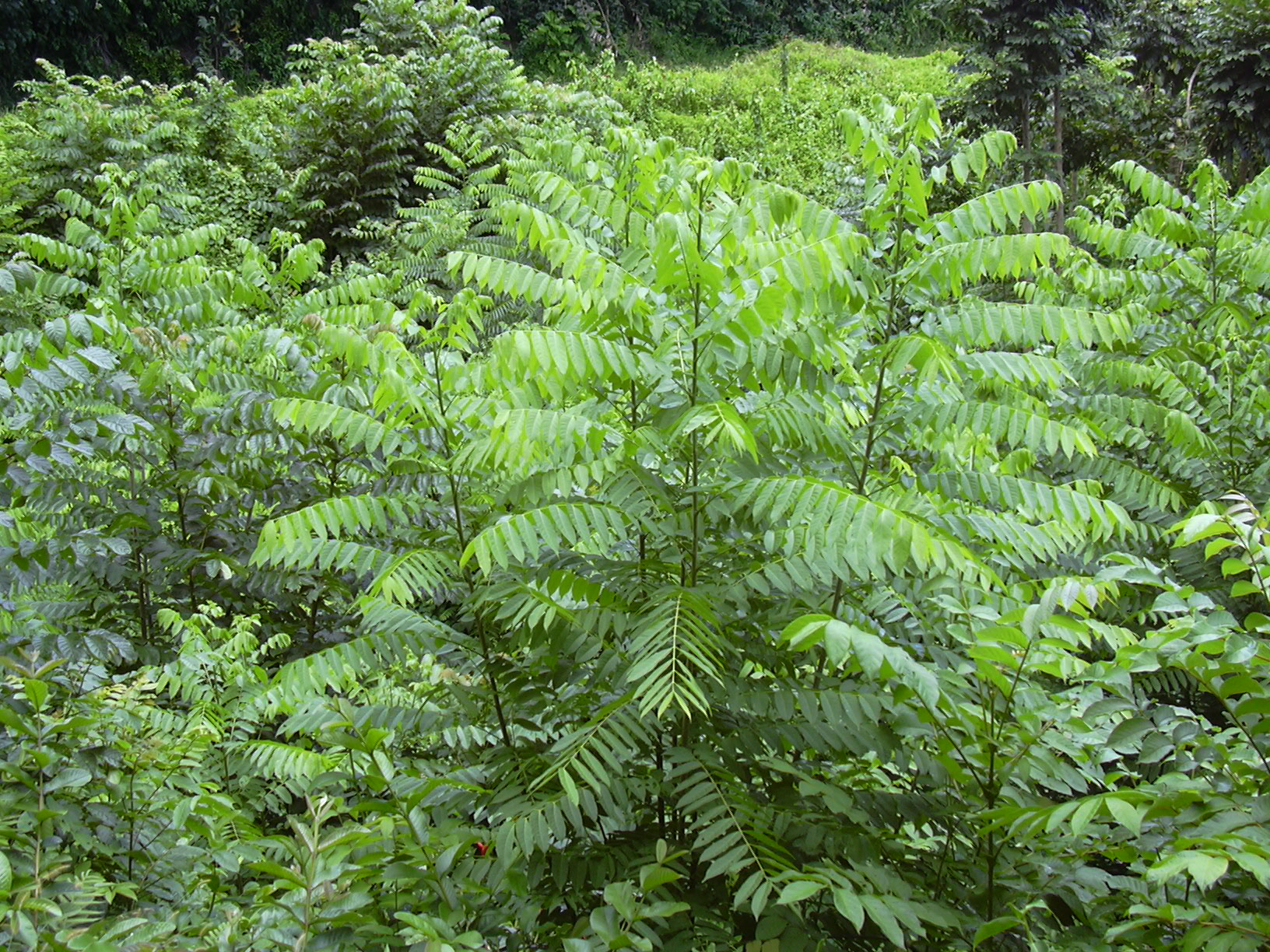
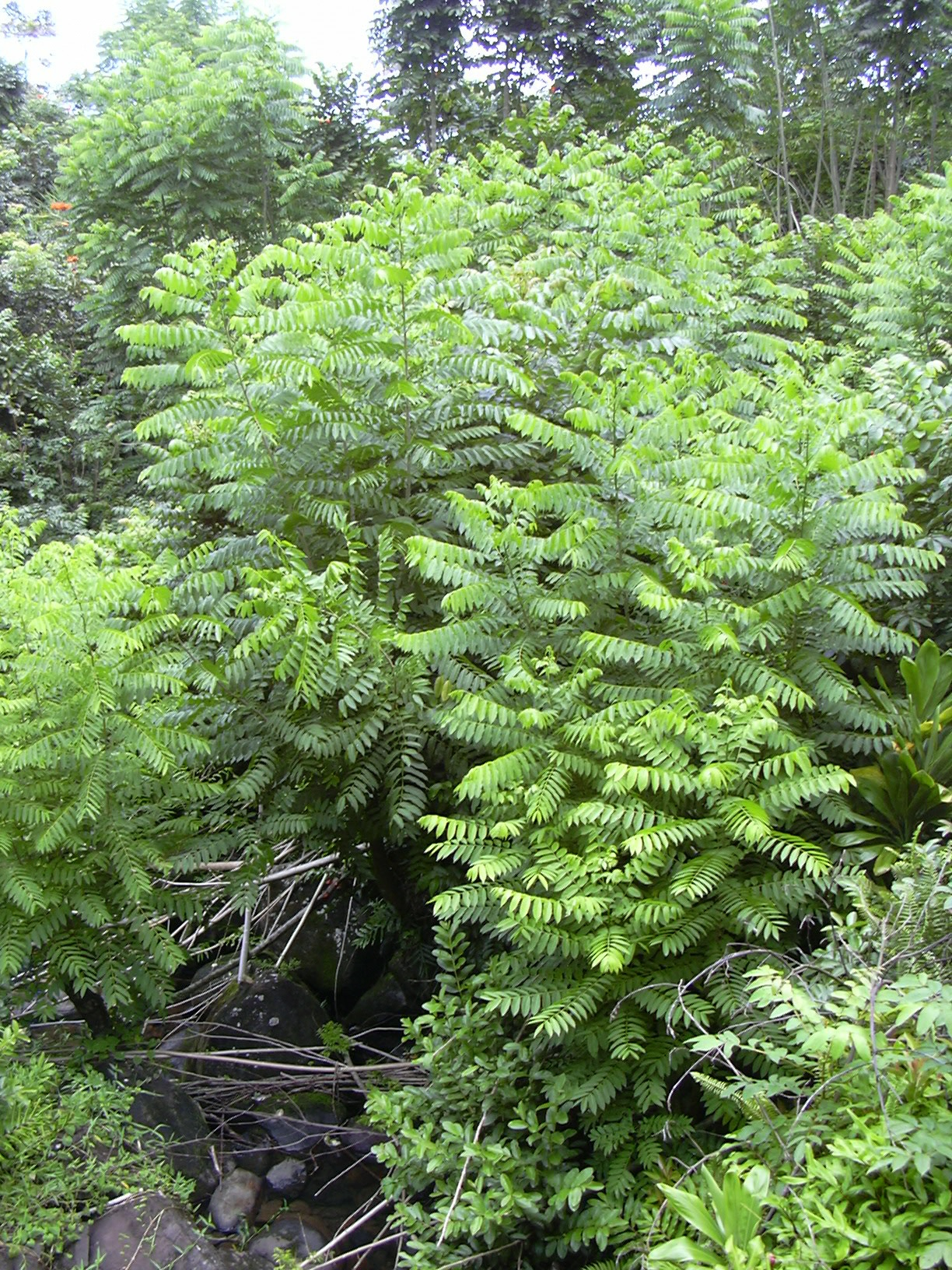